# Junges Fieber
Junges Fieber ist ein Blasorchester aus dem südschwäbischen Raum. Das Orchester besteht aus Amateurmusikern.

## Geschichte
Junges Fieber wurde im Oktober 2008 von Lukas Bruckmeyer (Trompete, Dirigent), Michael Brenner (Tuba), Bernd Dollansky (Tuba) und Patrik Schill (Schlagzeug) gegründet.
2010 kam ein Vertrag mit dem Fachverlag Ewoton-International Elmar Wolf GmbH zustande, der im selben Jahr eine erste CD des Orchesters herausbrachte und auch die Eigenkompositionen vertritt.
Lukas Bruckmeyer ist beruflich als Musiker, Komponist und Dirigent in mehreren Orchestern tätig.

## Besetzung
Die Besetzung des Orchesters besteht aus vier Flügelhörnern, zwei Tenorhörnern, zwei Baritonhörnern, einer Trompete, einer Es-Klarinette, drei B-Klarinetten, drei Posaunen, zwei Tuben und einem Schlagzeug. Außerdem gehört dem Orchester eine Sängerin an.

## Stil
Das Orchester spielt vorwiegend böhmisch-mährische Blasmusik. Außerdem werden Slow-Rock, Swing und Paso Doble aber auch Eigenkompositionen gespielt.

## Veröffentlichungen

### Alben
- 2010: Fiebrig Böhmisch (Ewoton)
- 2019: Musikantenseele